# Hercules Point
Der Hercules Point ist eine Landspitze an der Nordküste Südgeorgiens. Sie liegt auf der Westseite der Einfahrt zur Hercules Bay. Ihr unmittelbar nördlich vorgelagert ist Collins Island.
Wahrscheinlich nahmen Wissenschaftler der britischen Discovery Investigations im Jahr 1927 die erste Vermessung vor. Die Benennung erfolgte durch den deutschen Forschungsreisenden Ludwig Kohl-Larsen, der Südgeorgien zwischen 1928 und 1929 besuchte. Vorlage dafür war die Benennung der Hercules Bay, die auf norwegische Walfänger zurückgeht. Namensgeber ist das norwegische Walfangschiff Hercules.